# West-Timor

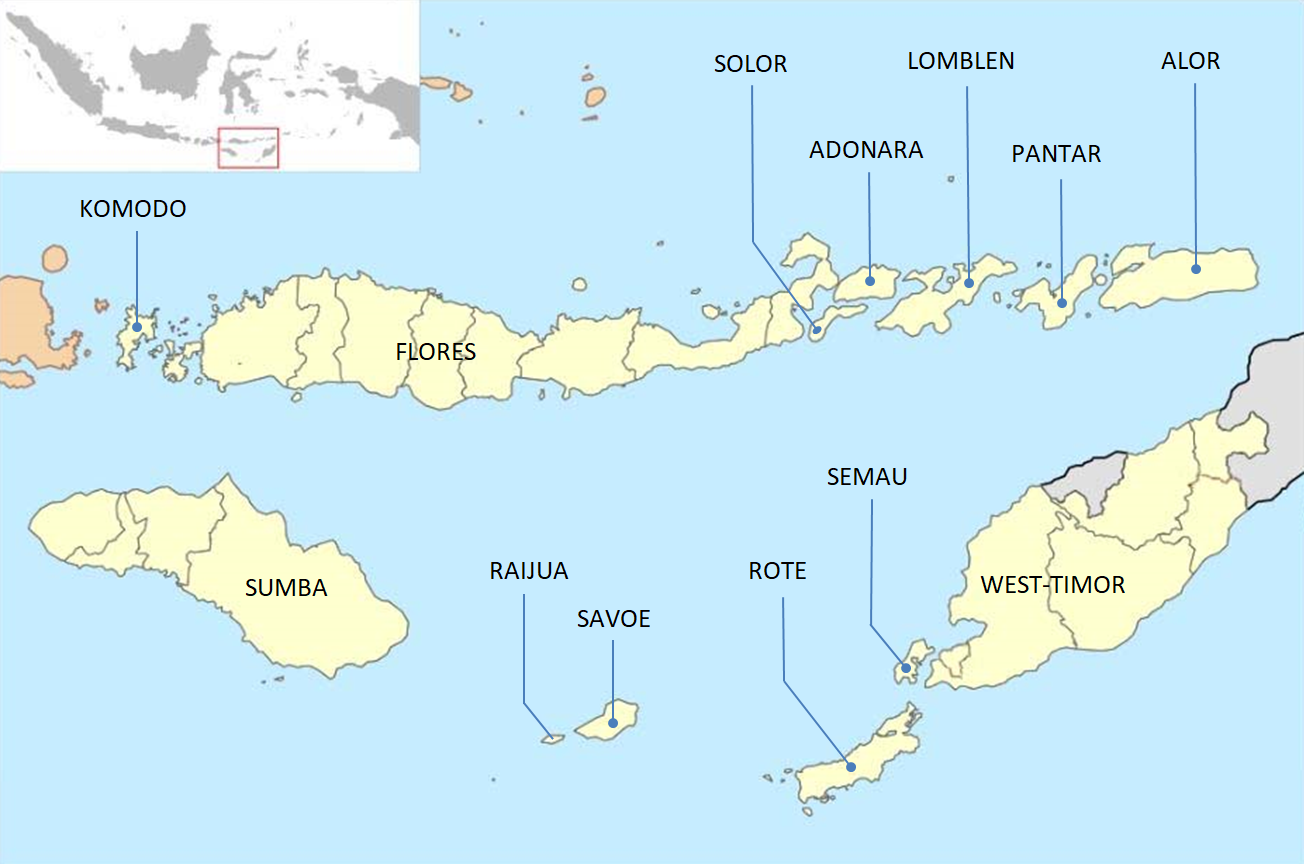
Oost-Nusa Tenggara met onder anderen West-Timor.

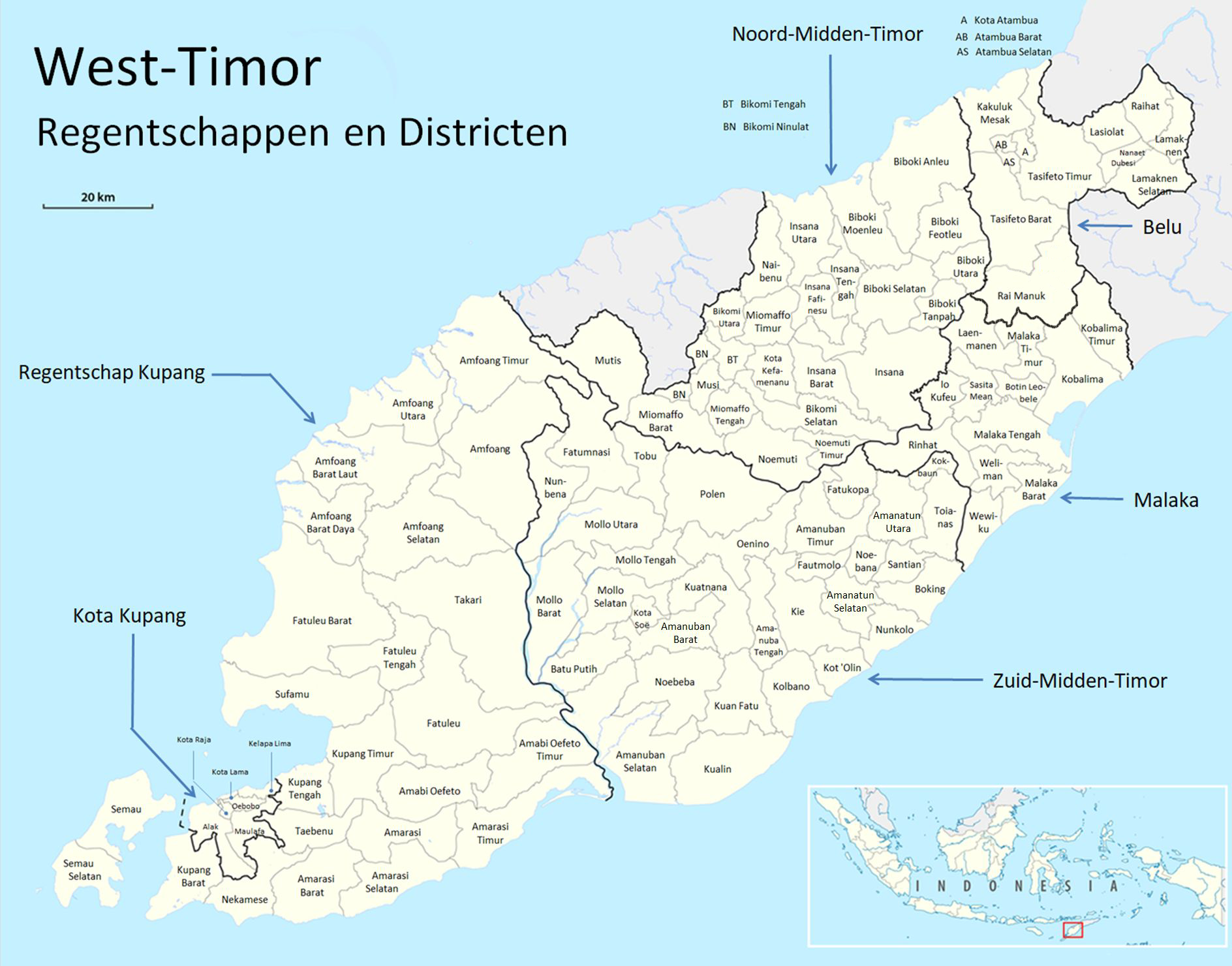
West-Timor en zijn regentschappen en districten.

West-Timor is het Indonesische deel van het eiland Timor en is een onderdeel van de provincie Oost-Nusa Tenggara.

## Geografie
West-Timor (ID: Timor Barat) is 16.265 km² groot. De grootste en belangrijkste stad op West-Timor is Kupang, tevens de hoofdstad van de provincie Oost-Nusa Tenggara. In het noorden aan de kust ligt de exclave Oe-Cusse Ambeno, die tot de Democratische Republiek Oost-Timor behoort. West-Timor ligt in de tijdzone UTC+8. West-Timor herbergt de volgende regentschappen:
- Belu;
- Kupang (regentschap);
- Kupang (stadsgemeente);
- Malaka;
- Noord-Midden-Timor;
- Zuid-Midden-Timor.

## Demografie
West-Timor heeft 1.978.000 inwoners, waarvan de meesten Malay, Papoea of Polynesiër zijn. Er is ook een kleine Chinese minderheid. De dichtheid bedraagt: 122 inw./km². Opgave: 2019. Het percentage protestanten bedraagt 56,7%. De verdere percentages zijn: 39,3% katholiek, 3,6% moslim, 0,34% hindoe en 0,02% boeddhist.

## Geschiedenis
Het eiland Timor werd door de Portugezen gekoloniseerd in de 16e eeuw. De Nederlandse VOC arriveerde in 1640, drong de Portugezen naar het oosten van Timor en vestigde de kolonie Nederlands-Timor. In 1942 veroverden de Japanners het eiland. Op 14 augustus 1945 werd het eiland bevrijd van de Japanners, en 3 dagen later verklaarde Indonesië zichzelf onafhankelijk. De Nederlanders kwamen terug in West-Timor, maar stuitten op hevig verzet van Indonesische guerrilla's. In 1950 werd West-Timor deel van Indonesië.

## Transport
De kaart met hoofdwegen op West-Timor geeft onder anderen de West-Timor Hoofdweg (ID: Jalan Nasional Timor Barat) aan. De weg is met een gele lijn aangegeven. Hij verbindt Kupang met het dorp Motaain, gelegen aan de grens van West-Timor met Oost-Timor. Tussenin liggen de steden Oelamasi, Soë, Kefamenanu en Atambua, en de dorpen
Halilulik en Atapupu.

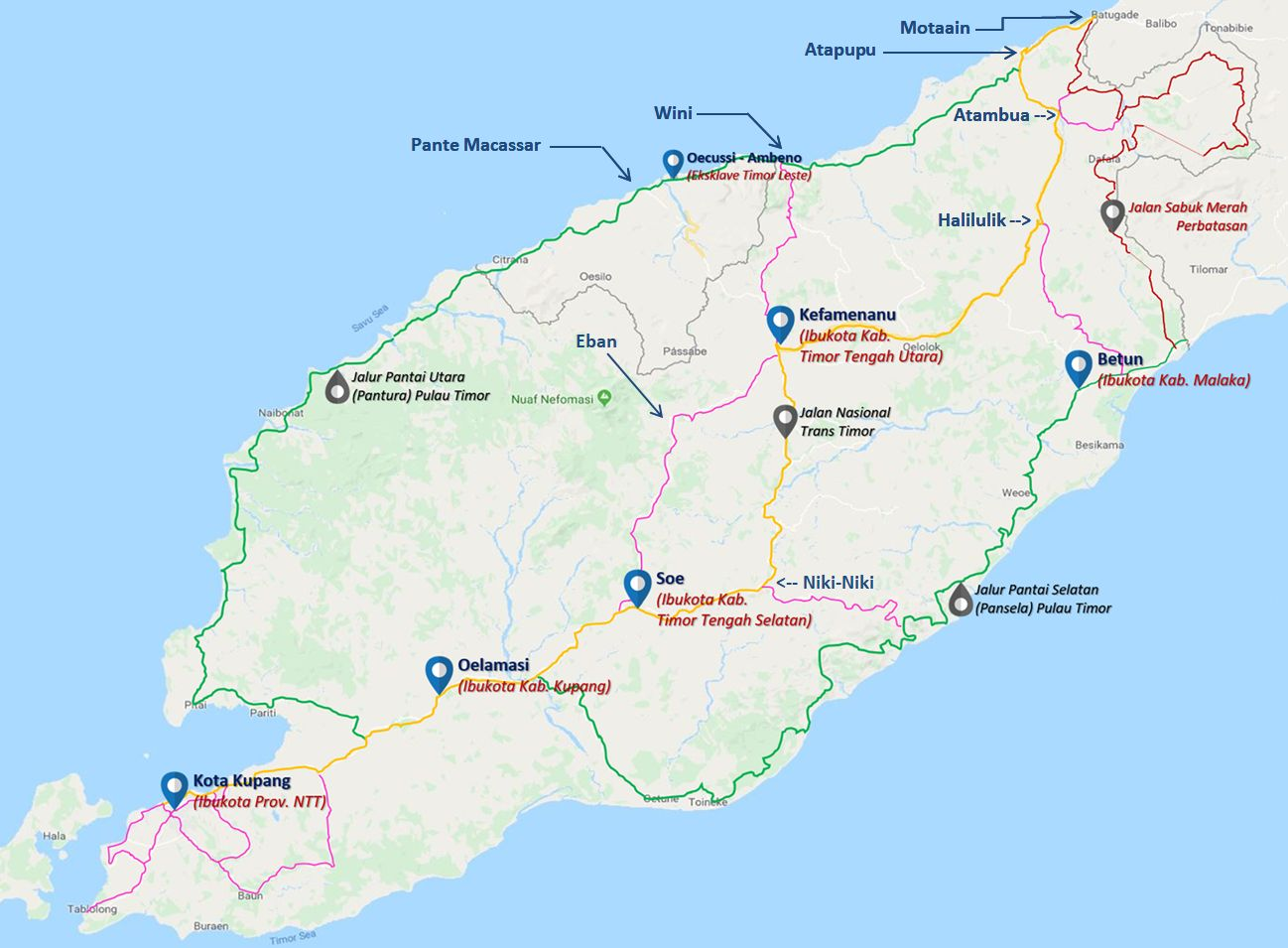
Kaart met hoofdwegen op West-Timor.
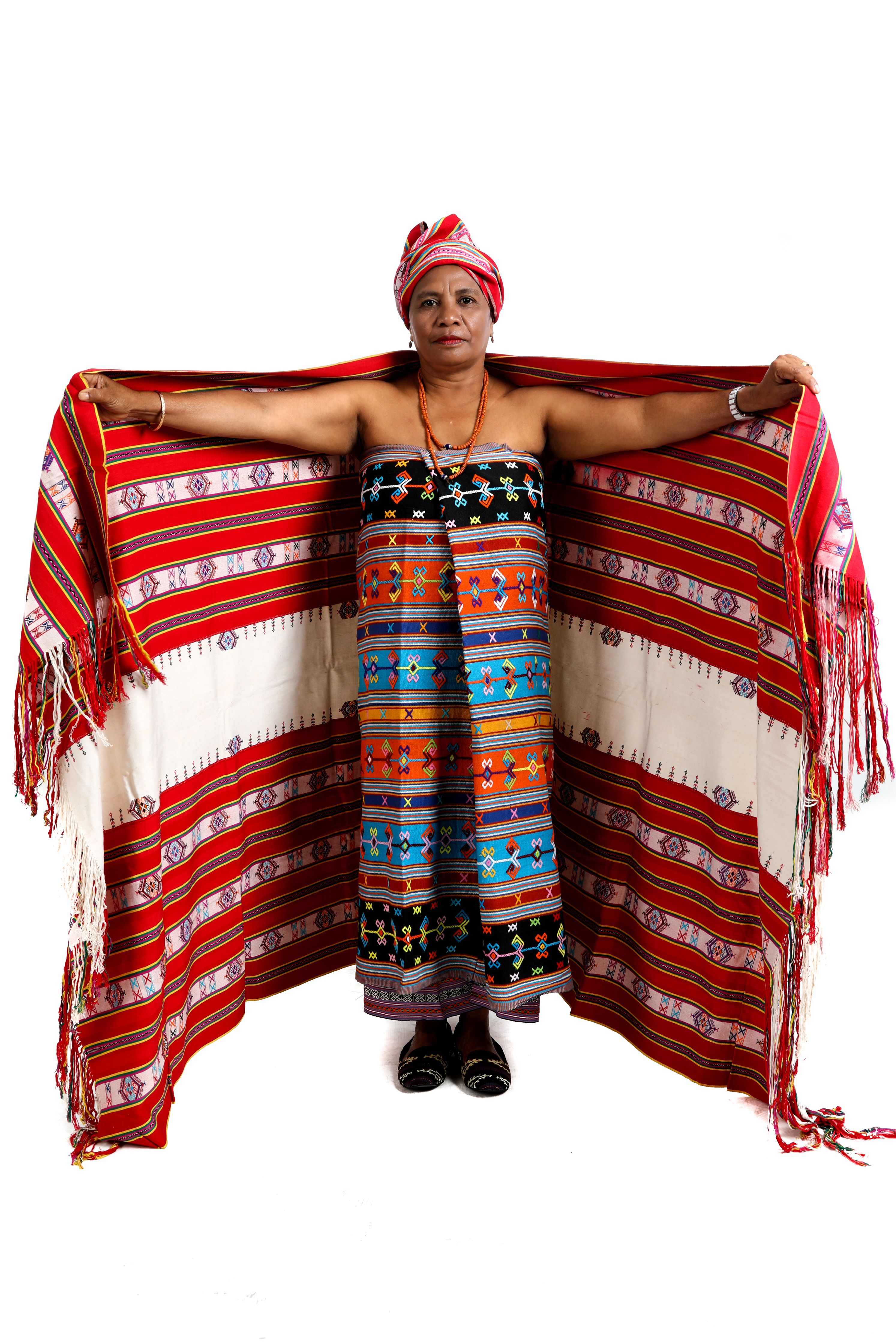
Vrouw in ikat kleding en groot kleed, weef-collectief van Aleta Baun.
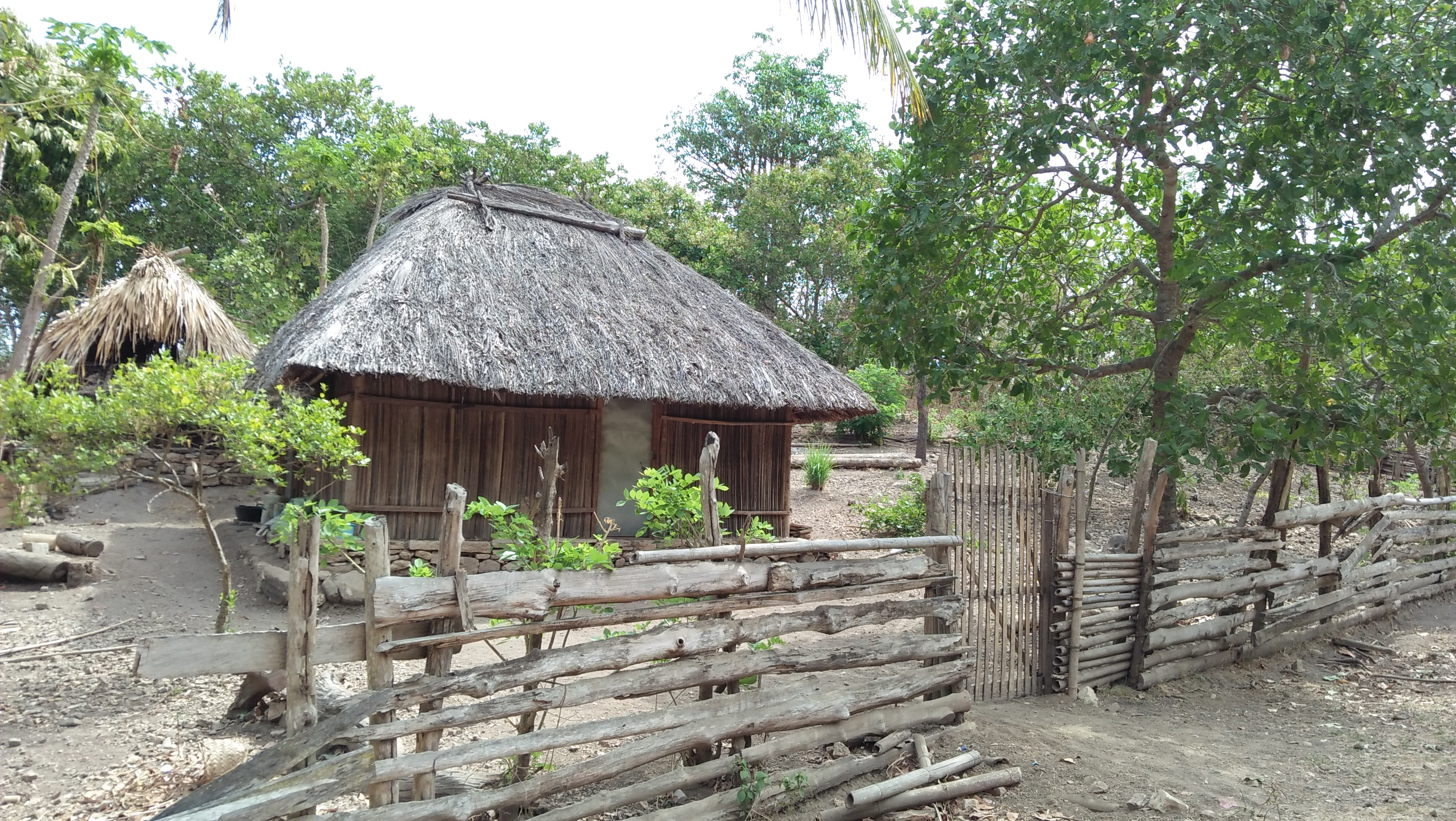
Traditionele Timorese woning.
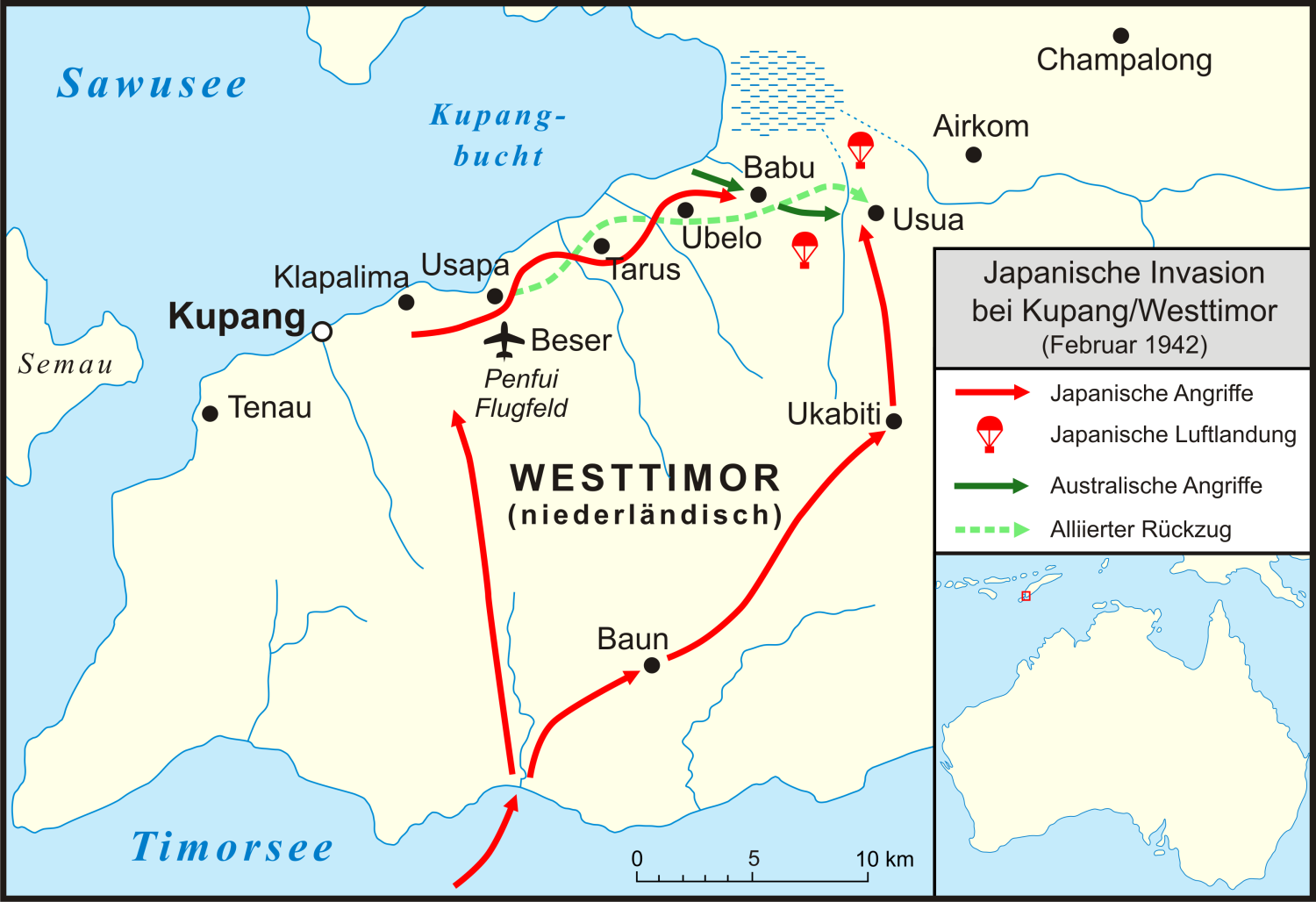
Kaart van de Japanse invasie bij Kupang in 1942.